# يوحنا موسكوس
يوحنا موسكوس (باليونانية: Ἰωάννης Μόσχος)‏، ولقبه يوكراتس، كان راهبًا بيزنطيًا وكاتبًا زاهدًا. اشتهر في المقام الأول بكتاباته في المرج الروحي. يعد المرج الروحي، إلى جانب مكتبة فوتيوس، المصادر الرئيسية التي نعرف منها حياته.

## سيرته
ولد حوالي عام 550، ربما في دمشق. أطلق عليه لقب الزاهد، عاش تباعاً مع الرهبان في دير القديس ثيودوسيوس جنوب شرقي القدس، وبين النساك في وادي الأردن، وفي دير القديس سابا المقدس الجديد بالقرب من تقوع شرقي بيت لحم.
وفي حوالي عام 578 ذهب إلى مصر مع صفرونيوس (الذي أصبح بعد ذلك بطريرك القدس) ووصلا إلى واحة الصحراء الليبية الكبرى. بعد عام 583 جاء إلى جبل سيناء وقضى حوالي عشر سنوات في دير الإيليوت. ثم زار الأديرة القريبة من القدس والبحر الميت. في ثمانينيات القرن السادس، عاد إلى مصر في وقت بدأ فيه النفوذ البيزنطي في المنطقة يتضاءل، حيث هدم المازيسيون العديد من الأديرة في وادي النطرون، حيث كان يعيش هناك 3500 راهب، ثم تشتتوا في بلاد الشام. وفي سنة 604 ذهب إلى أنطاكية، لكنه عاد إلى مصر في سنة 607. ثم ذهب إلى قبرص، وفي عامي 614-615 ذهب إلى روما، حيث توفي في عام 619.
وعندما كان على فراش الموت طلب من صفرونيوس أن يدفنه، إن أمكن، على جبل سيناء أو في دير القديس ثيودوسيوس بالقرب من القدس. وبعد أن غزا المسلمون جبل سيناء، دفنه صفرونيوس في كنيسة القديس ثيودوسيوس.
يشترك عيد يوحنا موسكوس في الكنيسة الأرثوذكسية الشرقية مع عيد صفرونيوس (11 مارس [بالتقويم القديم: 24 مارس
]).

## كتاباته

### المرج الروحي
وهو مؤلف أحد أقدم الأعمال في علم القديسين، بعنوان باليونانية Leimōn pneumatikos وباللاتينية باسم Pratum spirituale ("المرج الروحي")، يُشار إليه أيضًا باسم Leimonarion، أو "الجنة الجديدة"، والذي كتبه خلال العقد السادس من القرن السابع. وفيه يروي تجاربه الشخصية مع العديد من الزهاد العظماء الذين التقى بهم أثناء رحلاته الواسعة، وخاصة عبر فلسطين وسيناء ومصر، ولكن أيضًا عبر قيليقية وسوريا، ويكرر القصص التي رواها له هؤلاء الزهاد.
يحتوي هذا العمل على نظرة واضحة على ممارسات الرهبنة الشرقية، ويحتوي على بيانات مهمة عن العبادة الدينية والاحتفالات في ذلك الوقت، ويعرفنا على البدع العديدة التي هددت بتعطيل الكنيسة في الشرق.

### سيرة حياة يوحنا الرحيم
بالاشتراك مع صفرونيوس، كتب موسكوس سيرة حياة يوحنا الرحيم.

### الاستشهادات
1. 1 2  Corpus Corporum | Ioannes Moschus، QID:Q24911740
2. ↑  Encyclopædia Britannica | John Moschus (بالإنجليزية), QID:Q5375741
3. ↑  Dictionnaire de spiritualité. Ascétique et mystique | MOSCHUS (JEAN) (بالفرنسية), ISSN:0336-8106, QID:Q3026733
4. ↑  Brockhaus Enzyklopädie | Johannes Moschos (بالألمانية), OL:19088695W, QID:Q237227
5. ↑  Wortley 1992، صفحة xvi.
6. ↑  Dalrymple، William (2005). From the Holy Mountain. Harper Perennial. ص. 413–414.
7. 1 2  Chadwick، H. (1974). "John Moschus and His Friend Sophronius the Sophist". The Journal of Theological Studies. ج. 25 ع. 1: 41–74. DOI:10.1093/jts/XXV.1.41. JSTOR:23962231. مؤرشف من الأصل في 2023-10-19.
8. ↑  "Johannes Moschos, Leimonarion". مؤرشف من الأصل في 2023-10-19.